# Sharon Raydor
Sharon Raydor es un personaje de ficción que aparece por primera vez en el capítulo "Red Tape" de la quinta temporada de la serie The Closer, está interpretado por Mary McDonnell. Ostenta el rango de Comandante dentro de la Policía de los Ángeles, anteriormente ejerció como Capitán de Crímenes Mayores y de Asuntos Internos. Está divorciada de Jack Raydor, tienen dos hijos y posteriormente Sharon adopta a Rusty Beck.
Ha ido apareciendo eventualmente en The Closer hasta convertirse en un personaje fijo en la séptima y última temporada. Una vez la serie haya terminado continuará como protagonista en el spin-off de la misma que comenzará su emisión en TNT el 13 de agosto de 2012, la serie se llamará Major Crimes (Crímenes Mayores).

## Apariciones
| Capítulos: The Closer | Título                 |
| --------------------- | ---------------------- |
| 5ª Temporada          |                        |
| 5x03                  | Red Tape               |
| 5x07                  | Strike Three           |
| 5x15                  | Dead Man's Hand        |
| 6ª Temporada          |                        |
| 6x02                  | Help Wanted            |
| 6x09                  | Last Woman Standing    |
| 6x11                  | Old Money              |
| 6x13                  | Living Proof: Part One |
| 6x14                  | Living Proof: Part Two |
| 7ª Temporada          |                        |
| 7x01                  | Unknown Trouble        |
| 7x02                  | Repeat Offender        |
| 7x04                  | Under Control          |
| 7x07                  | A Family Affair        |
| 7x08                  | Death Warrant          |
| 7x09                  | Star Turn              |
| 7x10                  | Fresh Pursuit          |
| 7x11                  | Necessary Evil         |
| 7x15                  | Silent Partner         |
| 7x21                  | The Last Word          |